# Andrew Redmayne
Andrew Redmayne (* 13. Januar 1989 in Gosford) ist ein australischer Fußballspieler in Diensten des A-League-Klubs Sydney FC.

## Karriere
Redmayne unterschrieb 2007, nach seiner Zeit am Australian Institute of Sport, einen Profivertrag bei den Central Coast Mariners. Sein Profidebüt gab er am 6. Spieltag der Saison 2008/09, als er kurz nach Spielbeginn für den verletzten Mark Bosnich eingewechselt wurde. Eine Woche später gab er gegen Adelaide United sein Startelfdebüt. Nachdem er bis 2010 nicht am Stammtorhüter Danny Vukovic vorbeigekommen war und in drei Jahren nur drei Ligaeinsätzen absolviert hatte, wechselte er zur Saison 2010/11 zum Ligakonkurrenten Brisbane Roar.
2008 nahm Redmayne mit der australischen U-20-Auswahl als Stammtorhüter an der U-19-Asienmeisterschaft teil und qualifizierte sich durch das Erreichen des Halbfinals für die Junioren-Weltmeisterschaft 2009 in Ägypten. Bei der WM-Endrunde war er in den ersten beiden Gruppenspielen hinter Dean Bouzanis Ersatztorhüter und kam erst im abschließenden Gruppenspiel bei der 1:3-Niederlage gegen den späteren Finalisten Brasilien zum Einsatz.
Im interkontinentalen Play-off zur Weltmeisterschaft in Katar zwischen Peru und Australien am 13. Juni 2022 im Ahmed bin Ali Stadium in ar-Rayyan wurde er in der 118. Minute eingewechselt und hielt den entscheidenden Elfmeter im Elfmeterschießen, womit sich Australien als 31. Teilnehmer qualifizierte.